# Lipinki (powiat świecki)
Lipinki – kociewska wieś sołecka w Polsce, położona w województwie kujawsko-pomorskim, w powiecie świeckim, w gminie Warlubie.
Do 1954 roku miejscowość była siedzibą gminy Lipinki. W latach 1954–1972 wieś należała i była siedzibą władz gromady Lipinki. W latach 1975–1998 miejscowość administracyjnie należała do województwa bydgoskiego. Według Narodowego Spisu Powszechnego (III 2011 r.) liczyła 493 mieszkańców. Jest trzecią co do wielkości miejscowością gminy Warlubie.
Pierwsze wzmianki o Lipinkach pochodzą z 1591 roku z protokołu wizytacji parafii Lipinki przez ks. bp Hieronima Rozdrażewskiego. Obecny kościół pw. Marii Wspomożycielki Wiernych wybudowano w latach 1900–1904. Na terenie wsi zachowały się dwie chaty w stylu holenderskim z XVIII wieku. Do najciekawszych pomników przyrody należą: dąb w Przewodniku pamiętający czasy wojen napoleońskich oraz aleja dębowa w pobliżu leśnictwa Jeżewnica pochodząca z tego samego okresu.
We wsi urodził się bł. ks. Franciszek Rogaczewski.